# Мост Цюэши
Мост Цюэши (кит. 礐石大桥) — мост, пересекающий бухту Шаньтоу, расположенный на территории городского округа Шаньтоу; 37-й по длине основного пролёта вантовый мост в мире (25-й в Китае). Является частью скоростной автодороги G324 Фучжоу — Куньмин.

## Характеристика
Мост соединяет северный и южный берега бухты Шаньтоу на границе районов Хаоцзян и Цзиньпин городского округа Шаньтоу, соединяя остров Дахао с северной материковой частью городского округа.
Длина — 2 402 м. Мост представлен двухпилонным вантовым мостом с основным пролётом длиной 518 м и двумя секциями балочной конструкции с обеих сторон, которые переходят в мостовые подходы (эстакады). Башенные опоры моста имеют форму буквы А.
Имеет 6 полос движения (по три в обе стороны).
Один из пяти мостов соединяющих остров Дахао с материком и один из двух мостов через бухту Шаньтоу. Дизайн моста был разработан институтом Bridge Reconnaissance and Design Institute и построен им же в период 1995—1999 года.